# Angwin
Angwin és una concentració de població designada pel cens dels Estats Units a l'estat de Califòrnia. Segons el cens del 2000 tenia 3.148 habitants.

## Demografia
Segons el cens del 2000, Angwin tenia 3.148 habitants, 811 habitatges, i 587 famílies. La densitat de població era de 248,6 habitants per km².
Dels 811 habitatges en un 30% hi vivien nens de menys de 18 anys, en un 62,6% hi vivien parelles casades, en un 6,7% dones solteres, i en un 27,6% no eren unitats familiars. En el 20,8% dels habitatges hi vivien persones soles el 3,6% de les quals corresponia a persones de 65 anys o més que vivien soles. El nombre mitjà de persones vivint en cada habitatge era de 2,68 i el nombre mitjà de persones que vivien en cada família era de 3,06.
Per edats la població es repartia de la següent manera: un 15,4% tenia menys de 18 anys, un 36,8% entre 18 i 24, un 20,5% entre 25 i 44, un 18,9% de 45 a 60 i un 8,4% 65 anys o més.
L'edat mediana era de 24 anys. Per cada 100 dones de 18 o més anys hi havia 91,8 homes.
La renda mediana per habitatge era de 56.453 $ i la renda mediana per família de 63.972 $. Els homes tenien una renda mediana de 46.589 $ mentre que les dones 34.917 $. La renda per capita de la població era de 20.126 $. Entorn del 5,5% de les famílies i el 8,4% de la població estaven per davall del llindar de pobresa.

## Poblacions més properes
El següent diagrama mostra les poblacions més properes.